# Diphasium scariosum
Diphasium scariosum là một loài thực vật có mạch trong Họ Thạch tùng. Loài này được (Forst.) Rothm. mô tả khoa học đầu tiên năm 1944.